# FIFAワールドカップ開催国

地図から見たFIFAワールドカップの歴代開催国

FIFAワールドカップの開催国（FIFAワールドカップのかいさいこく）は、投票によって選ばれる。最初期は、サッカーの二大中心地である欧州と南米から開催国が選ばれた。1970年（メキシコ大会）以降は北米でも開催されるようになり、アジアやアフリカ地域からの参加も増えてきたため、将来の論争を避けるべく、2002年（日韓共催大会）以降はアジアやアフリカ地域も含めた交代開催パターンとなっている。

## 開催国のリスト
| 年     | 開催国                                                                    | 地域                     | 優勝国                   |
| ------ | ------------------------------------------------------------------------- | ------------------------ | ------------------------ |
| 1930年 | ウルグアイ                                                                | 南米                     | ウルグアイ               |
| 1934年 | イタリア                                                                  | 欧州                     | イタリア                 |
| 1938年 | フランス                                                                  | 欧州                     | イタリア                 |
| 1942年 | 第二次世界大戦により中止                                                  | 第二次世界大戦により中止 | 第二次世界大戦により中止 |
| 1946年 | 第二次世界大戦により中止                                                  | 第二次世界大戦により中止 | 第二次世界大戦により中止 |
| 1950年 | ブラジル                                                                  | 南米                     | ウルグアイ               |
| 1954年 | スイス                                                                    | 欧州                     | 西ドイツ                 |
| 1958年 | スウェーデン                                                              | 欧州                     | ブラジル                 |
| 1962年 | チリ                                                                      | 南米                     | ブラジル                 |
| 1966年 | イングランド                                                              | 欧州                     | イングランド             |
| 1970年 | メキシコ                                                                  | 北米                     | ブラジル                 |
| 1974年 | 西ドイツ                                                                  | 欧州                     | 西ドイツ                 |
| 1978年 | アルゼンチン                                                              | 南米                     | アルゼンチン             |
| 1982年 | スペイン                                                                  | 欧州                     | イタリア                 |
| 1986年 | メキシコ                                                                  | 北米                     | アルゼンチン             |
| 1990年 | イタリア                                                                  | 欧州                     | 西ドイツ                 |
| 1994年 | アメリカ                                                                  | 北米                     | ブラジル                 |
| 1998年 | フランス                                                                  | 欧州                     | フランス                 |
| 2002年 | 日本 · 韓国                                                               | アジア                   | ブラジル                 |
| 2006年 | ドイツ                                                                    | 欧州                     | イタリア                 |
| 2010年 | 南アフリカ                                                                | アフリカ                 | スペイン                 |
| 2014年 | ブラジル                                                                  | 南米                     | ドイツ                   |
| 2018年 | ロシア                                                                    | 欧州                     | フランス                 |
| 2022年 | カタール                                                                  | アジア                   | アルゼンチン             |
| 2026年 | カナダ · メキシコ · アメリカ                                              | 北米                     |                          |
| 2030年 | モロッコ · スペイン · ポルトガル · ウルグアイ · アルゼンチン · パラグアイ | アフリカ 欧州 南米       |                          |
| 2034年 | サウジアラビア                                                            | アジア                   |                          |

### 複数開催した国
- メキシコ（1970年、1986年）
- イタリア（1934年、1990年）
- フランス（1938年、1998年）

- ドイツ（1974年（当時は西ドイツ）、2006年）
- ブラジル（1950年、2014年）

### 共同開催の国
- 日本/ 韓国（2002年）
- カナダ/ メキシコ/ アメリカ合衆国（2026年）
- モロッコ/ スペイン/ ポルトガル
 ウルグアイ/ アルゼンチン/ パラグアイ（2030年）

## 投票結果

### 1934 FIFAワールドカップ
候補国:
1. イタリア王国
2. スウェーデン

スウェーデンが投票前に辞退。1932年5月14日にストックホルムとチューリッヒでFIFA総会によって決定された。そして、イタリアサッカー連合は1932年10月9日に決定を承諾した。
投票結果:
1. イタリア王国
2. スウェーデン（辞退）

### 1938 FIFAワールドカップ
候補国:
1. アルゼンチン
2. フランス
3. ドイツ国

1936年8月13日にドイツ・ベルリンで行われたFIFA総会の投票前に辞退する国が出なかった。1回目の投票でフランスが過半数以上を獲得したため、開催国に選ばれた。
投票結果:
1. フランス, 19票
2. アルゼンチン, 4票
3. ドイツ国, 0票

### 1942 FIFAワールドカップ
候補国:
1. ブラジル
2. ドイツ国

第二次世界大戦勃発により、1942年と1946年のFIFAワールドカップの開催が中止された。それにより投票が行われなかった。

### 1950 FIFAワールドカップ
候補国:
- ブラジル

ブラジルは1942 FIFAワールドカップに立候補した、しかし第二次世界大戦勃発により開催中止となった。元々1949年に開催することになっていた、しかし1946年7月26日にルクセンブルク市で行われたFIFA総会でブラジル以外に立候補国がなかったため開催国に選ばれるとともに、開催年を1950年に変更された。
投票結果:
1. ブラジル

### 1954 FIFAワールドカップ
候補国:
- スイス

1954 FIFAワールドカップの開催国は、1946年7月26日にルクセンブルクで行われたFIFA総会で決定された。またその日は1950年大会の投票も行われた。元々は1953年に行う予定であったが、翌1954年に変更された。
投票結果:
1. スイス

### 1958 FIFAワールドカップ
候補国:
- スウェーデン

1950年6月23日にブラジル・リオデジャネイロで行われたFIFA総会でスウェーデンで開催することを全会一致で決定した。
投票結果:
1. スウェーデン

### 1962 FIFAワールドカップ
候補国:
- アルゼンチン
- チリ
- 西ドイツ

1956年6月10日に、ポルトガル・リスボンで行われたFIFA総会の前に西ドイツが辞退。残りの2か国で争うことになった、その結果チリがアルゼンチンを下し、開催国に選ばれた。
投票結果:
1. チリ, 32票
2. アルゼンチン, 11票
3. 西ドイツ （辞退）

### 1966 FIFAワールドカップ
候補国:
- イングランド
- 西ドイツ
- スペイン

1960年8月22日に、イタリア・ローマで行われたFIFA総会の前にスペインが辞退。残りの2か国で争うことになった、その結果イングランドが西ドイツを下し、開催国に選ばれた。
投票結果:
1. イングランド, 34票
2. 西ドイツ, 27票
3. スペイン （辞退）

### 1970 FIFAワールドカップ
候補国:
- アルゼンチン
- オーストラリア
- コロンビア
- 日本
- メキシコ
- ペルー

1964年10月8日に、日本の東京でFIFA総会が行われた。1回目の投票でメキシコが過半数以上を獲得したため、開催国に選ばれた。
投票結果:
1. メキシコ, 56票
2. アルゼンチン, 32票
3. オーストラリア （辞退）
4. コロンビア （辞退）
5. 日本 （辞退）
6. ペルー （辞退）

### 1974 FIFAワールドカップ
候補国:
1. 西ドイツ
2. スペイン
3. イタリア
4. オランダ

1966年7月6日、イギリスのロンドンで行われたFIFA総会にて、1974年・1978年・1982年の3大会の開催国が選出された。スペインと西ドイツは、1974年と1982年で双方が開催となるよう協力を取り付け、ドイツが1982年大会を辞退、スペインが1974年大会を辞退することで、それぞれの開催を保証した。ここではスペインが辞退したことで、西ドイツが無投票で開催国に選ばれた。
投票結果:
1. 西ドイツ
2. スペイン （辞退、1982年開催に絞る）
3. イタリア （辞退）
4. オランダ （辞退）

### 1978 FIFAワールドカップ
候補国:
- アルゼンチン
- メキシコ

1966年のFIFA総会で上記1974年の開催地とともに確定。コロンビア辞退のため、1970年大会の決選投票と同じになり、その時にメキシコが勝利していたためにメキシコは辞退。アルゼンチンが無投票で開催地に選ばれた。
投票結果:
1. アルゼンチン
2. コロンビア （辞退）
3. メキシコ （辞退、1970年に開催獲得したため）

### 1982 FIFAワールドカップ
候補国:
1. スペイン
2. 西ドイツ
3. イタリア

スペインと西ドイツは、1974年と1982年で双方が開催となるよう協力体制を取っており、ここでは西ドイツが辞退したことで、スペインが無投票で開催国に選ばれた。
投票結果:
1. スペイン
2. 西ドイツ （辞退、1974年開催に絞る）
3. イタリア （辞退）

### 1986 FIFAワールドカップ
候補国:
- コロンビア

投票結果:
1. コロンビア（無投票）

1974年6月9日にストックホルムで開催された、FIFA執行委員会主催の会合で、コロンビアの無投票開催が決まった。しかしながら、大会が始まる4年前の1982年11月5日に、コロンビアは財政上の問題からワールドカップ開催国に選ばれた後で辞退した。
あらためて候補を募ったところ、FIFAは3か国から開催の意向を受けた。
候補国:
- カナダ
- メキシコ
- アメリカ

1983年5月20日にチューリッヒで行われた投票で、メキシコはFIFAワールドカップ史上初となる満場一致の投票結果で開催国に選ばれた。
投票結果:
1. メキシコ, 全票獲得
2. アメリカ, 0票
3. カナダ, 0票

### 1990 FIFAワールドカップ
候補国:
- オーストリア
- イングランド
- フランス
- ギリシャ
- イラン
- イタリア
- ソビエト連邦
- 西ドイツ
- ユーゴスラビア

イタリアとソ連を除き、1984年5月19日にチューリッヒで行われる投票の前に、全ての国が辞退した。イタリアがソ連よりも多くの票を獲得し、開催国に選ばれた。
投票結果:
1. イタリア, 11票
2. ソビエト連邦, 5票
3. オーストリア （辞退）
4. イングランド （辞退）
5. フランス （辞退）
6. ギリシャ （辞退）
7. イラン （辞退）
8. 西ドイツ （辞退）
9. ユーゴスラビア （辞退）

### 1994 FIFAワールドカップ
候補国:
- ブラジル
- モロッコ
- アメリカ
- チリ

投票候補が3か国あったが、1回の投票によって開催国が決まった。1988年7月4日にチューリッヒで投票が行われ、アメリカ合衆国が過半数の票を獲得した。
投票結果:
1. アメリカ, 10票
2. モロッコ, 7票
3. ブラジル, 2票
4. チリ （辞退）

### 1998 FIFAワールドカップ
候補国:
- イングランド
- フランス
- ドイツ
- モロッコ
- スイス

この投票は、1992年7月1日にチューリッヒ（4連続）にて行われた。投票前の辞退もあり、1回の投票でフランスがモロッコを上回って開催国が決まった。
投票結果:
1. フランス, 12票
2. モロッコ, 7票
3. スイス （辞退）
4. イングランド （辞退）
5. ドイツ （辞退）

### 2002 FIFAワールドカップ
候補国:
- 日本/ 韓国
- メキシコ

1996年5月31日、チューリッヒでの開催国選考会議は5度目の開催となった。 日本と韓国とで共同開催という候補が結成され、決定は実投票を必要としない「喝采投票」が採用された。ワールドカップ初となる共同開催の候補が認められて、日韓共催がメキシコに僅差で勝利した。
投票結果:
1. 日本/ 韓国(共同開催、喝采投票にて決定)
2. メキシコ

2002年のFIFAワールドカップは、日本と韓国がアジアで初めて共同開催した（決勝は日本で開催された）。 もともと両国は競争相手だったが、投票の直前に、彼らは共同開催することでFIFAと合意した。 しかし、両者間の競争や距離は、組織上の問題および物流での問題を引き起こした。
2004年に、FIFAは共同開催が再び起こる可能性は低いとして、同規則は共同開催の候補国を許可しないと公式に述べた。

### 2006 FIFAワールドカップ
候補国:
- ブラジル
- イングランド
- ドイツ
- モロッコ
- 南アフリカ

2000年7月6日、チューリッヒで6回目となる開催国選考会が行われた。 ブラジルは投票3日前に辞退して、候補は4か国に絞られた。今回は、複数回投票が行われた初の選考だった。 最終的に3度の投票が実施された。 ドイツは3回とも最多得票（同票を含む）で、決選投票ではわずか1票差で南アフリカを破った。
| 候補国       | 投票  | 投票  | 投票  |
| 候補国       | 1回目 | 2回目 | 3回目 |
| ------------ | ----- | ----- | ----- |
| ドイツ       | 10    | 11    | 12    |
| 南アフリカ   | 6     | 11    | 11    |
| イングランド | 5     | 2     | 脱落  |
| モロッコ     | 2     | 脱落  | 脱落  |
| 総票数       | 23    | 24    | 23    |

#### 論争
2006年FIFAワールドカップをドイツ開催とする決定についての論争が、方針のさらなる変化をもたらした。最終的な集計は12票対11票で、ドイツ賛成票が競争相手の南アフリカ共和国（勝つことがより好ましいとされていた国）を上回った。オセアニアのサッカー連盟により南アフリカに投票するよう指示されたニュージーランドのFIFA会員チャールズ・デンプシーが、決選投票で棄権した。彼が南アフリカ共和国に投票した場合の票集計は12-12であり、FIFA会長ゼップ・ブラッターの決定票（同点の場合のみ会長が決定票を投じる）になれば、会長は南アフリカ共和国に投票しただろうと広く信じられている。
執行委員会8人のメンバーだったデンプシーは、ドイツの風刺雑誌『Titanic』編集部によるファックスを投票前日に受け取り、 それはドイツへの投票と引き換えに鳩時計とシュヴァルツヴェルダー・シンケンを約束するという内容だった。「賄賂への試み」を含む全ての面からの圧力が自分に対してあまりにも多くなった、と彼は抗議した。
その結果、2000年8月4日にFIFAは、最終トーナメントの開催について大陸連盟でローテーションしていくことに決めた。これは2007年10月までの方針で、2014年FIFAワールドカップの開催国選考の際には、もはや大陸ローテーション政策を続行しないと発表した（後述）。

### 2010 FIFAワールドカップ
候補国:
- エジプト
- モロッコ
- ナイジェリア
- 南アフリカ
- チュニジア /  リビア

大陸ローテーション（ワールドカップを各連盟で順番に回す方式）に基づく最初のワールドカップ開催選考は 、アフリカで開催される最初のワールドカップになった。2001年7月7日、ブエノスアイレスで行われた国際サッカー連盟総会で、このローテーションがアフリカで始まるという決定が批准された。2002年9月23日、FIFAの執行委員会は、アフリカの協会員のみが2010年FIFAワールドカップ開催の候補国に挙がることを確約した。
2003年1月、ナイジェリアが候補国として入ったが、9月に辞退した。同年3月にゼップ・ブラッター会長は当初、2010年FIFAワールドカップをアフリカ4か国で共催するというナイジェリアの計画はうまくいかないと語っていた。ナイジェリアは当初、西アフリカ近隣国のベナン、ガーナ、トーゴとの共同開催を希望していた。
今後も共同開催は認められないとFIFAが確約したことで、2004年5月8日にリビアとチュニジアが両方とも辞退した。
2004年5月15日、チューリッヒ（ここでの選考会は7回連続）において、2006年大会の争いで惜敗した南アフリカが14票対10票で、長年の開催候補であるモロッコを打ち破った。
| 候補国              | 投票  |
| 候補国              | 1回目 |
| ------------------- | ----- |
| 南アフリカ          | 14    |
| モロッコ            | 10    |
| エジプト            | 0     |
| チュニジア / リビア | 辞退  |
| ナイジェリア        | 辞退  |
| 総票数              | 24    |

#### 論争
2015年5月28日、FIFA汚職事件の報道によると、南アフリカの招致委員会の高官が、FIFA副会長のジャック・ワーナーおよび他のFIFA執行委員らに賄賂として1000万米ドルを払い、 ワールドカップ開催の権利を確保したと報じられた。
2015年6月4日、FIFA執行委員チャック・ブレイザーはFBIやスイス当局と協力して、自分と他の執行委員メンバーが1998年と2010年のワールドカップで南アフリカを推挙する目的の賄賂を受けたことを認めた。ブレイザーは「自分や他のFIFA執行委員らは、2010年ワールドカップの開催国として南アフリカを選ぶことに関連しての賄賂を受け入れることに同意した」と述べている。
2015年6月6日、デイリー・テレグラフ紙は、モロッコが最多票を獲得していたがトーナメント大会を授与されたのは南アフリカだった、と報道した。

### 2014 FIFAワールドカップ
候補国:
- アルゼンチン
- ブラジル
- コロンビア

FIFAは、2014年ワールドカップを南米と位置付けて大陸ローテーションを継続した。FIFAは当初、ローテーションの概念を取り消すかもしれないと示唆していて 、それでも後に、2014年の開催国決定に関してはその継続を決めたが、今後は終了となった。
コロンビアは2014年のワールドカップ開催への関心を表明したが
、一方で20歳以下の2011年FIFAワールドカップは辞退した。ブラジルもまたワールドカップ開催に関心を示し、南米サッカー連盟（CONMEBOL）が開催国としてブラジルを推すと表明した。ブラジルは、CONMEBOL加盟国の公式な候補手続きが始まった時、正式に立候補した唯一の国だった。その時までにコロンビア、チリ、アルゼンチンはすでに辞退しており、ベネズエラは立候補することができなかった。
ブラジルは、1986年FIFAワールドカップの初期選考（コロンビアが開催国に選ばれたが、後に財政問題で辞退した）以来、初の無投票で開催決定となった。2007年10月30日、FIFA執行委員会は全会一致の決定により、ブラジルを開催国として確定した。
| 候補国       | 投票   | 投票   |
| 候補国       | 1回目  | 2回目  |
| ------------ | ------ | ------ |
| ブラジル     | 未実施 | 未実施 |
| アルゼンチン |        | 辞退   |
| コロンビア   |        | 辞退   |

### 2018 FIFAワールドカップ
候補国:
- ベルギー /  オランダ
- イングランド
- スペイン /  ポルトガル
- ロシア

2007年10月29日、FIFAは2006年大会選考後より実施されていた大陸ローテーション政策を継続しないと発表した。 最新の開催国選考の方針では、どの国でもワールドカップ開催に立候補できるようになった（ただし、所属の大陸連盟が過去2回においてワールドカップを開催していないという条件つき）。2018年大会に関しては、アフリカ（前々回）と南米（前回）大陸以外ならどの国も立候補してよいという形になった。
また、FIFAはあらためて共同開催の候補を認めた（2002年以降は禁止されていた）。異なる2つの組織委員会があった日韓共催とは異なり、共同開催ごとに1つの組織委員会としたためである。2018年大会選考では、スペインとポルトガルの共催候補、ベルギーとオランダの共催候補が現れた。
2010年12月2日、FIFA執行委員会によって選考が行われ、ロシアが2018年FIFAワールドカップ開催国と決まった。地理的には東ヨーロッパで行われる初のワールドカップで、最も広大な国での開催となった。なお、2022年FIFAワールドカップの選考も同時に実施された。
| 候補国                | 投票  | 投票  |
| 候補国                | 1回目 | 2回目 |
| --------------------- | ----- | ----- |
| ロシア                | 9     | 13    |
| スペイン / ポルトガル | 7     | 7     |
| オランダ / ベルギー   | 4     | 2     |
| イングランド          | 2     | 脱落  |
| 総票数                | 22    | 22    |

### 2022 FIFAワールドカップ
候補国:
- オーストラリア
- 日本
- 韓国
- カタール
- アメリカ

2022年のワールドカップ選考では、南米（前々回）と欧州（前回）以外からの立候補が認められた。2018年大会の選考には共同開催の候補がいたが、2022年大会に関してはいずれも単独開催を目指す候補国だった。
辞退する国が無かったため、投票は4回実施され、カタールが2022年ワールドカップ開催国に選ばれた（投票4回のいずれも最多票を獲得）。地理的には、アラブ世界で初のワールドカップ開催となり、アジアで2度目の開催が決定した。また、カタールはワールドカップを開催する地理的に最も小さい国となった。
| 候補国         | 投票  | 投票  | 投票  | 投票  |
| 候補国         | 1回目 | 2回目 | 3回目 | 4回目 |
| -------------- | ----- | ----- | ----- | ----- |
| カタール       | 11    | 10    | 11    | 14    |
| アメリカ       | 3     | 5     | 6     | 8     |
| 韓国           | 4     | 5     | 5     | 脱落  |
| 日本           | 3     | 2     | 脱落  | 脱落  |
| オーストラリア | 1     | 脱落  | 脱落  | 脱落  |
| 総票数         | 22    | 22    | 22    | 22    |

### 2026 FIFAワールドカップ
候補国:
- カナダ /  メキシコ /  アメリカ合衆国
- モロッコ

FIFA規定のもと、2026年のワールドカップ選考では、欧州（前々回）とアジア（前回）以外からの立候補が認められた。北米とアフリカ、2つのサッカー連盟から候補が名乗りを上げた。ひとつはカナダ、メキシコ、米国という3か国共催の候補で、もうひとつが単独開催を目指すモロッコである。
2018年6月13日、ロシアのモスクワで開催された第68回FIFA議会で開催国が決定、発表された。カナダ、メキシコ、米国の3か国共催が、134票対65票でモロッコに勝った（1票はどちらでもなく、3票は棄権）。2026年大会は3か国で開催される初のワールドカップである。
| 候補国                       | 投票  |
| 候補国                       | 1回目 |
| ---------------------------- | ----- |
| カナダ / メキシコ / アメリカ | 134   |
| モロッコ                     | 65    |
| どちらでもない票             | 1     |
| 総票数                       | 200   |

### 2030 FIFAワールドカップ
2030年のワールドカップ選考では、アジア（前々回）と北米（前回）以外からの立候補が認められる。

## 開催国の最終成績
1934年を除き、開催国はワールドカップのグループステージの席が自動的に与えられる。グループを突破できず、決勝トーナメントに進めなかった開催国は南アフリカ共和国（2010年）とカタール（2022年）である。
| 回数 | 年     | 開催国                         | 最終成績                       |
| ---- | ------ | ------------------------------ | ------------------------------ |
| 1    | 1930年 | ウルグアイ                     | 優勝                           |
| 2    | 1934年 | イタリア                       | 優勝                           |
| 3    | 1938年 | フランス                       | ベスト8                        |
| 中止 | 1942年 | 第二次世界大戦の影響で大会中止 | 第二次世界大戦の影響で大会中止 |
| 中止 | 1946年 | 第二次世界大戦の影響で大会中止 | 第二次世界大戦の影響で大会中止 |
| 4    | 1950年 | ブラジル                       | 準優勝                         |
| 5    | 1954年 | スイス                         | ベスト8                        |
| 6    | 1958年 | スウェーデン                   | 準優勝                         |
| 7    | 1962年 | チリ                           | 3位                            |
| 8    | 1966年 | イングランド                   | 優勝                           |
| 9    | 1970年 | メキシコ                       | ベスト8                        |
| 10   | 1974年 | 西ドイツ                       | 優勝                           |
| 11   | 1978年 | アルゼンチン                   | 優勝                           |
| 12   | 1982年 | スペイン                       | 第2ラウンド（ベスト12）        |
| 13   | 1986年 | メキシコ                       | ベスト8                        |
| 14   | 1990年 | イタリア                       | 3位                            |
| 15   | 1994年 | アメリカ合衆国                 | ベスト16                       |
| 16   | 1998年 | フランス                       | 優勝                           |
| 17   | 2002年 | 韓国                           | 4位                            |
| 17   | 2002年 | 日本                           | ベスト16                       |
| 18   | 2006年 | ドイツ                         | 3位                            |
| 19   | 2010年 | 南アフリカ共和国               | グループステージ               |
| 20   | 2014年 | ブラジル                       | 4位                            |
| 21   | 2018年 | ロシア                         | ベスト8                        |
| 22   | 2022年 | カタール                       | グループステージ               |
| 23   | 2026年 | カナダ                         | 未定                           |
| 23   | 2026年 | メキシコ                       | 未定                           |
| 23   | 2026年 | アメリカ合衆国                 | 未定                           |